# Großglockner
Großglockner ( [ˈɡʀoːsˌɡlɔknɐ] ?) er Østrigs højeste bjerg beliggende i Alperne. Det er 3.798 m.o.h. og er beliggende på grænsen mellem delstaterne Kärnten og Tirol i Glocknergruppe, der er en del af bjergkæden Hohe Tauern. Selve bjergtoppen ligger på en sydlig afgrening af hovedbjergkæden, der benævnes Glocknerkamm. Ved foden af Großglockner ligger gletjeren Pasterze. Trods øget smeltning af gletjeren som følge af generelt højere temperaturer, er den fortsat østalpernes største.
Den karakterisktiske pyramideformede bjergtop består egentlig af to forhøjninger, nemlig Großglockner og Kleinglockner (3.770 m.o.h.), der er adskilt af den højest beliggende klippekløft i Østrig.

## Bestigning
I 1799 mislykkedes det første forsøg på at bestige Großglockner. I sommeren 1800 sammensatte fyrstbiskoppen af Gurk Franz Xaver Salm-Reifferscheidt den anden ekspedition, hvor 62 personer deltog, herunder 47 bjergførere. Til ekspeditionen opførte man den gamle Salmhütte i en højde af 2.750 m. som husly. Den 28. juli 1800 vovede brødrene Martin og Sepp Klotz sammen med præsten P. Horasch og to andre ekspeditionsdeltagere sig op på bjergtinden.
Der fører en direkte klatrerute fra Pasterze til Glocknerscharte, som benævnes Pallavicini-renden efter dens opdager Alfred Markgraf von Pallavicini, der sammen med tre bjergførere i 1876 gennemførte den første klatring fra Heiligenblut til Großglockner .

## Bjergvej
Großglockner-Hochalpenstraße en bjergvej, der forbinder Heiligenblut og Fusch. Vejen når en højde på 2.572 m, og er Østrigs højeste bjergpas. Vejen, der blev bygget i perioden 1930 til 1935, har en samlet længde på 47,8 km. Årligt passerer ca. 270.000 køretøjer vejen, der kun har åbent i perioden maj til oktober. Großglockner-Hochalpenstraße har størst betydning som turistattraktion og kun ringe betydning som transitvej.